# Биметаллизм

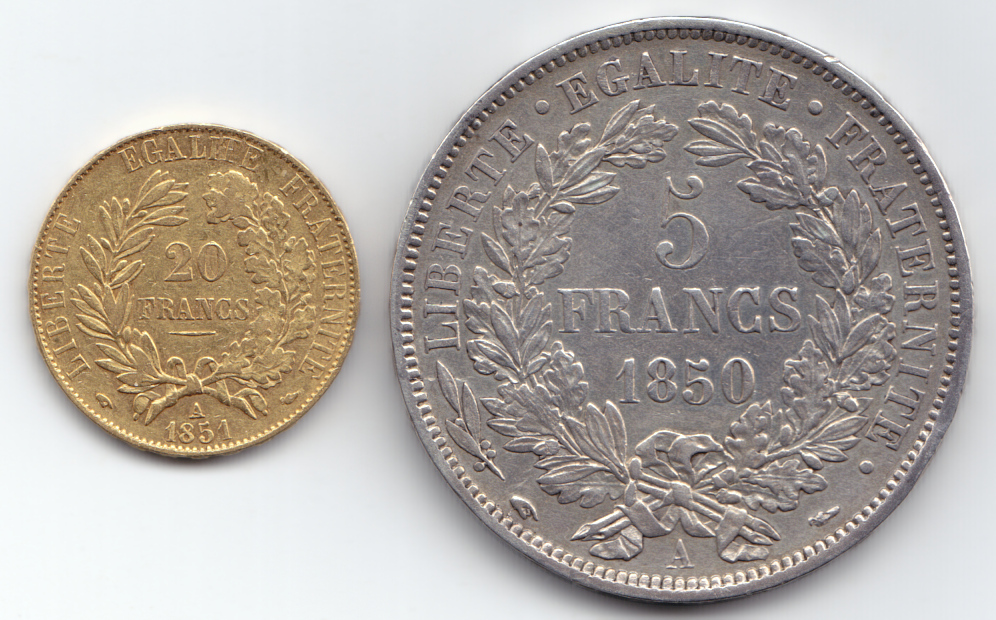
Золотая монета 20 франков и серебряная 5 франков, периода Второй Французской республики. Вес 6,41 и 24,94 г. Это соотношение золота к серебру (1:15,5) позднее было принято Латинским валютным союзом.

Биметаллизм (от латин. bis — дважды и metallum — металл, также валютный дуализм) — денежная система, при которой роль всеобщего эквивалента закрепляется за двумя благородными металлами (обычно золотом и серебром), предусматриваются свободная чеканка монет из обоих металлов и их неограниченное обращение.
Биметаллизм представляет собой денежную систему, характерную в основном для средневековья и эпохи первоначального накопления. Соотношение между стоимостью серебра и золота в античности и средние века колебалось в пределах 10:1 и 12:1, в XVII—XVIII веках в пределах 14,5:1 и 15,6:1.
Законодательное закрепление соотношения стоимости двух металлов в условиях колебания рыночной цены вело к исчезновению из обращения монет, относительная стоимость которых в определённый момент повышалась (Закон Грешема: «Худшие деньги вытесняют из обращения лучшие»).
В созданном в 1865 году Латинском валютном союзе был введён биметаллический стандарт с фиксированным соотношением между серебром и золотом (соотношение 15,5 к 1). Он просуществовал до первой трети XX века.
Первые две трети XIX века мир разделялся на три валютных блока. В золотой блок, где был принят золотой стандарт, входили Великобритания, большинство британских колоний и доминионов, а также Португалия. В серебряный блок, где был принят серебряный стандарт, входили Пруссия, Россия, Австрия, Нидерланды, Дания, Норвегия, Швеция, Мексика, Китай, Индия и Япония. Ядро биметаллического блока образовывали Латинский валютный союз, во главе которого стояла Франция, и США.
Общий денежный стандарт обеспечивал стабильность валютных курсов внутри каждого блока, однако между блоками стабильность валютного курса не наблюдалась, поскольку цена золота и серебра по отношению друг к другу постоянно изменялась. Как только открывалось новое месторождение золота, то цена на него в серебряном эквиваленте падала, а когда находили серебряные залежи, то падала цена серебра. Так, в 1848 году началась Калифорнийская золотая лихорадка, а вскоре большие месторождения золота обнаружили в Австралии и Неваде. Из подешевевшего золота в странах биметаллического блока чеканились полноценные золотые монеты, которые по официальному курсу обменивались на серебряные монеты. В результате золото «вымывало» серебро, согласно закону Грешема. Затем в 1870-е годы в США нашли большие серебряные месторождения, и начался обратный процесс.

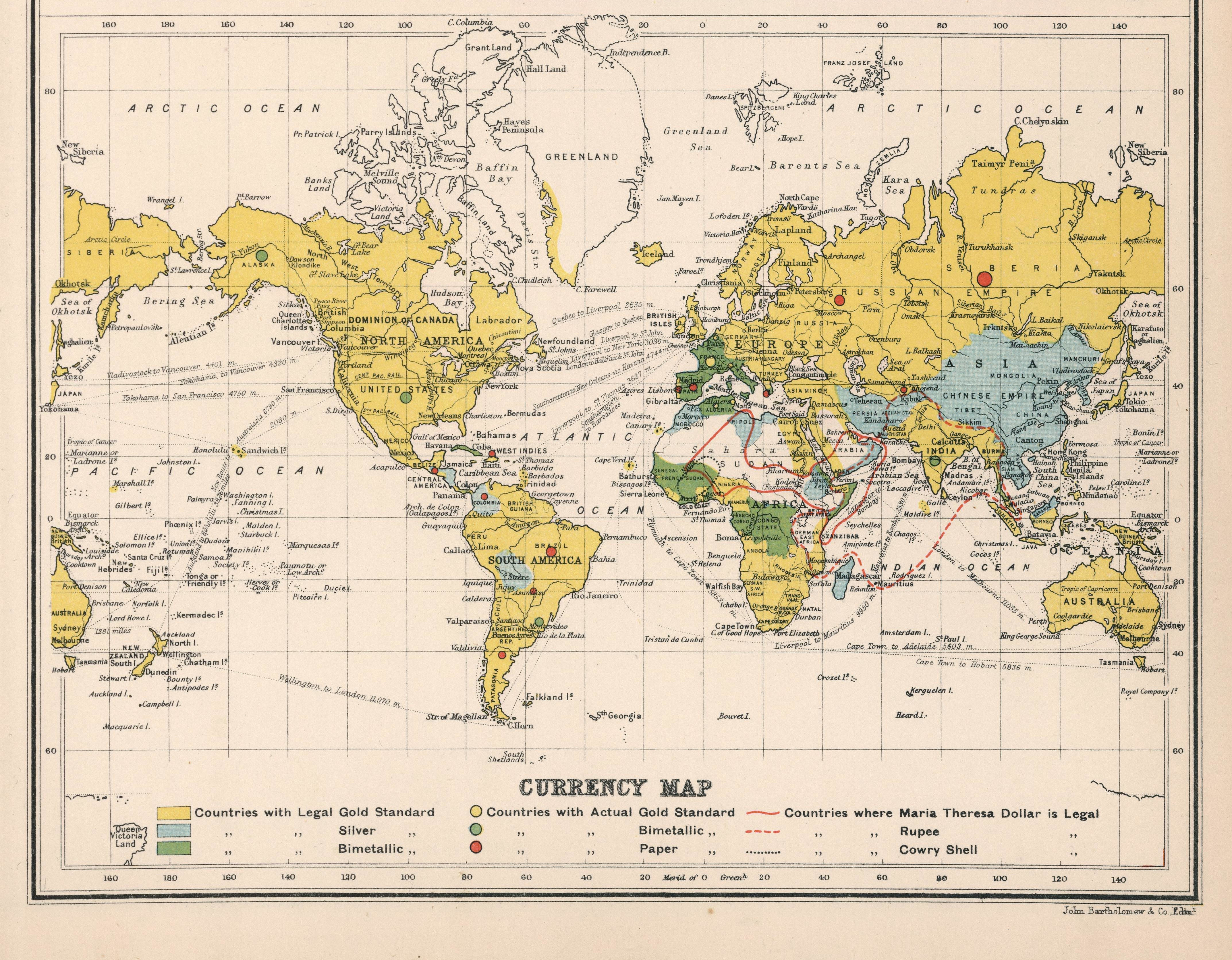
Карта валютных систем мира. 1907 год. Жёлтым цветом выделены страны с золотым стандартом, голубым цветом выделены страны с серебряным стандартом, зелёным цветом обозначены страны с биметаллическим стандартом.

В XIX веке лидером мировой экономики была Великобритания, где действовал золотой стандарт. Под влиянием Великобритании созданная в 1871 году Германская империя также перешла на золотой стандарт, а за ними последовали страны серебряного блока и биметаллические Латинский валютный союз и США.
Так в конце XIX века в большинстве стран биметаллизм был заменён золотым монометаллизмом.